# 시미즈 유타카
시미즈 유타카(清水 優, 1985년 2월 5일 ~ )는 일본의 배우이다. 가나가와현 출신으로 일본영화학교(현: 일본영화대학)를 졸업하였으며 소속사는 돈규 클럽이다.

## 출연

### 드라마
- 2012년 《타이라노 키요모리》- 후지와라노 모로츠네 역
- 2012년 《히토리시즈카》- 다니구치 역(제2화)
- 2013년 《울지마, 하라짱》- 앗군 역

### 영화
- 2006년 《기구클럽, 그 후》
- 2007년 《박치기! 러브 앤 피스》
- 2009년 《러브 익스포져》
- 2009년 《오토나리: 사랑의 전주곡》
- 2009년 《게어선》
- 2009년 《썸머 워즈》
- 2009년 《스노우 프린스》
- 2010년 《자토이치 더 라스트》
- 2010년 《SR: 사이타마의 래퍼2》
- 2012년 《두더지》